# الأرطس
{{مقالة غير مراجعة|تاريخ = مايو 2020}
تقع عمادة الأرطس في معتمدية القطار من ولاية قفصة وهي قرية عريقة عدد سكانها ما يقارب 3000 ساكن تتميز بطبيعة خلابة حيث تقع على سهل شاسع بين جبلين (جبل عرباطة وجبل الباردة) يتميز اهلها بالكرم، حيث كانوا يزودون المجاهدين ضد المستعمر بالمؤونة وقد روضوا هذه الطبيعة الشبه جافة وامتهنوا الفلاحة منذ أكثر من قرنين بغراسة الزيتون والنخيل و عديد الاشجار المثمرة .، و يتميز شبابها بالانفتاح عن العالم والحفاظ عن الاصالة حيث هاجر نسبة منه إلى العديد من  البلدان في العالم لكنهم يهتمون بمشاكل المنطقة واسسوا لفكرة التعاون التنموي في محيطهم الضيق وفي معتمديتهم القطار.ويوجد بقريةالارطس الولي الصالح سيدي علي العمامي ويعتبر من أشهر الاولياء الصالحين بمعتمدية القطار،والذي يزوره الاهالي للتبرك به}